# Noruega en los Juegos Olímpicos de Cortina d'Ampezzo 1956
Noruega estuvo representada en los Juegos Olímpicos de Cortina d'Ampezzo 1956 por un total de 45 deportistas que compitieron en 6 deportes.  
El portador de la bandera en la ceremonia de apertura fue el esquiador de combinada nórdica Sverre Stenersen.

## Medallistas
El equipo olímpico noruego obtuvo las siguientes medallas:
| Nombre           | Deporte               | Competición  |
| ---------------- | --------------------- | ------------ |
| Oro              |                       |              |
| Sverre Stenersen | Combinada nórdica     | Individual M |
| Hallgeir Brenden | Esquí de fondo        | 15 km M      |
| Plata            |                       |              |
| Knut Johannesen  | Patinaje de velocidad | 10 000 m M   |
| Bronce           |                       |              |
| Alv Gjestvang    | Patinaje de velocidad | 500 m M      |